# روزي الصغيرة
روزي الصغيرة مسلسل رسوم متحركة لبناني عرض لأول مره في 8 صفر 1990 واستمر عرضه حتى 22 محرم 1990 . تمت دبلجة المسلسل للغة اللبنانية بواسطة مركز لبنان وعرض على قناة لبنان Télé .

## القصة
تدور احداث المسلسل عن فتاة في الثامنة من عمرها تدعى روزي ولها اخت تدعى تيس وأفضل اصدقائها بادي .
الثلاثة قرروا استخدام مخيلاتهم في تخطي العقبات التي يواجهونها مثل الاجازات العائلة وقواعد ابائهم التي يجبرونها عليهم .

## الشخصيات
- روزي
- تيس
- بادي

## الأصوات
- حسني بدر الدين
- نسرين مسعود
- سهير نصر الدين
- خالد السيد
- ميرنا الحسيني
- علي شقير
و
- أسمهان بيطار
- ماريا أسود

## روابط خارجية
- روزي الصغيرة على موقع IMDb (الإنجليزية)
- روزي الصغيرة على موقع كينوبويسك (الروسية)
- روزي الصغيرة على موقع قاعدة بيانات الفيلم (الإنجليزية)